# Sapromyza dubiella
Sapromyza dubiella är en tvåvingeart som beskrevs av Neal L. Evenhuis 1989. Sapromyza dubiella ingår i släktet Sapromyza och familjen lövflugor. Inga underarter finns listade i Catalogue of Life.